# Microhyla fusca
Microhyla fusca és una espècie de granota endèmica del Vietnam. Només es va trobar el 1943 a la seva localitat tipus a Da Lat, a l'altiplà Lang Biang, província de Lâm Đồng, al sud del Vietnam, però no s'ha trobat mai més d'ençà, malgrat que la localitat tipus és accessible. Els seus hàbitats naturals són aiguamolls i maresmes d'aigua dolça, tant permanents com intermitents. No està clara la seva relació taxonòmica amb les espècies properes Microhyla annamensis i Microhyla erythropoda.